# George Eaton
George Ross Eaton (Toronto, 12 november 1945) was de jongste zoon van Signy en John David Eaton en Canadees Formule 1-coureur. Hij reed tussen 1969 en 1971 13 Grands Prix voor het team BRM.